# Diocese de Vijayapuram
A Diocese de Vijayapuram (Latim:Dioecesis Viiayapuramensis) é uma diocese localizada no município de Kottayam, no estado de Querala, pertencente a Arquidiocese de Verapoly na Índia. Foi fundada em 14 de julho de 1930 pelo Papa Pio XI. Com uma população católica de 93.088 habitantes, sendo 1,7% da população total, possui 84 paróquias com dados de 2020.

## História
Em 14 de julho de 1930 o Papa Pio XI cria a Diocese de Vijayapuram através do território da Arquidiocese de Verapoly.

## Lista de bispos
A seguir uma lista de bispos desde a criação da diocese em 1930.
|                | Nome                                 | Período      | Notas                                 |
| Bispos         | Bispos                               | Bispos       | Bispos                                |
| -------------- | ------------------------------------ | ------------ | ------------------------------------- |
| 5º             | Sebastian Thekethecheril             | 2006 - atual |                                       |
| 4º             | Peter Thuruthikonam                  | 1988 - 2006  |                                       |
| 3º             | Cornelius Elanjikal                  | 1971 - 1987  | Nomeado arcebispo de Verapoly         |
| 2º             | John Ambrose Abasolo y Lecue, O.C.D. | 1949 - 1971  |                                       |
| 1º             | Juan Vicente Arana Idígoras, O.C.D.  | 1931 - 1946  | Nomeado bispo de Siniandus na Turquia |
| Bispo auxiliar |                                      |              |                                       |
|                | Justin Alexander Madathiparambil     | 2024 -       | Atual                                 |